# جیکو چان
جیکو چان (مرغ کونگ فوکار) یا چاک چیکن (چینی: Kung Fu Chicken) یک مجموعه تلویزیونی انیمیشنی است که توسط آنیماسیا استودیوز ساخته شده‌است. داستان در جزیره‌ای پر از پرندگان در راکی پرچ اتفاق می‌افتد و داستان جیکو چان را روایت می‌کند که به «مرغ کونگ فو کار» تبدیل می‌شود و امنیت و محافظت به سبک کونگ‌فو را برای شهروندان جزیره فراهم می‌کند. هنگامی که جیکو چان یک طلسم بسیار خاص به شکل یک تخم‌مرغ طلایی با قدرت‌های شگفت‌انگیز را به ارث می‌برد، از آن برای شکست دادن شر استفاده می‌کند تا از جزیره پرنده سیاره‌ای محافظت کند که شبیه سیاره زمین است اما به جای انسان با پرندگان همراه است.